# Coscinodiscofícies
Coscinodiscophyceae o Centrales és un ordre tradicional de diatomees.

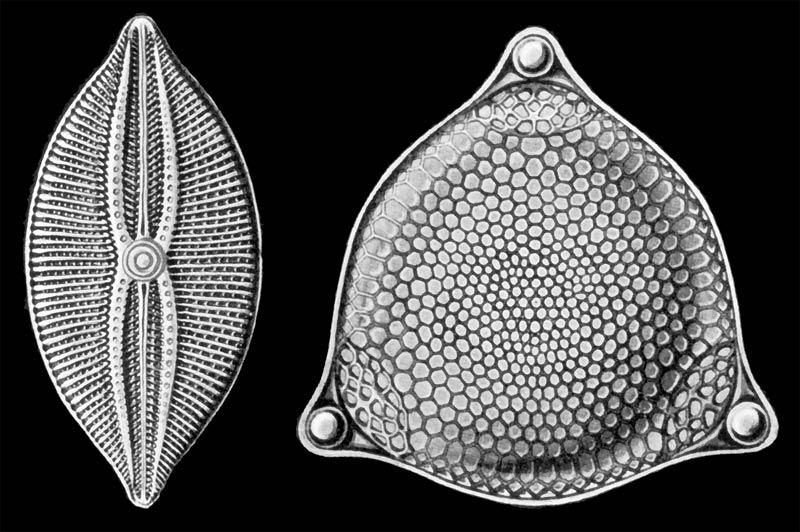
A la dreta una diatomea cèntrica, a l'esquerra una diatomea pennales

Coscinodiscophyceae és similar a Centrales. L'Ordre Centrales és una subdivisió tradicional que és parafilètica de les algues heterokontophyta conegudes com a diatomees. Aquest ordre rep aquest nom per la forma de la seva paret cel·lular de les diatomees cèntriques, les quals es veuen con cercles o el·lipsoides.
En el seu cicle de reproducció vegetativa són diploides i experimenten mitosi durant la divisió cel·lular normal. En les espècies sexuals, la meiosi produeix gàmetes ces haploides. Es fusionen per donar un zigot el qual s'espandeix per desenvolupar una auxospora.
En algunes taxonomies, les diatomees cèntriques reben el nom d'Ordre Coscinodiscophyceae. I en altres esquemes com l'ordre Biddulphiales. Tanmateix, la taxonomia de les diatomees està canviant per les noves eines genètiques i moleculars.